# Los Angeles Open 1980
Il Los Angeles Open 1980 è stato un torneo di tennis giocato sul cemento del Los Caballeros Tennis Club di Los Angeles (Fountain Valley) negli Stati Uniti. È stata la 54ª edizione del torneo, che fa parte del Volvo Grand Prix 1980. Si è giocato dal 14 al 20 aprile 1980.

## Campioni

### Singolare
Gene Mayer ha battuto in finale  Brian Teacher con il punteggio di 6–3 6–2

### Doppio
Brian Teacher /  Butch Walts hanno battuto in finale  Anand Amritraj /  John Austin con il punteggio di 6–2, 6–4